# Bee Movie Game
Bee Movie Game é um jogo de ação e aventura e plataforma baseado no filme Bee Movie. o jogo foi lançado em 30 de outubro de 2007. A Beenox desenvolveu as versões do Xbox 360, PlayStation 2 e Microsoft Windows, Smart Bomb Interactive desenvolveu a versão do Wii e a Vicarious Visions a versão do Nintendo DS.
Como Barry B. Benson, o jogador vive a aventura de salvar a produção de mel. O jogo permite ao jogador dirigir, voar e se aventurar pelo mundo inspirado no filme.

## Sinopse
Uma abelha chamada Barry B. Benson estrela um novo programa conhecido como "New Hive Tonight".  No programa, Barry fala sobre como ele mudou a vida das abelhas e dos humanos, reunindo-os.
No dia de sua formatura na Universidade BU (que é a única universidade em toda colmeia, e também talvez uma paródia da Universidade de Boston, tendo a mesma abreviatura), Barry e seu melhor amigo Adam Flayman dirigem-se a um  fábrica de mel chamada "Honex", onde trabalharão pelo resto de suas vidas.  Adam gosta de trabalhar, mas Barry não, pensando que tudo o que eles fazem em Honex é fazer mel, e deseja fazer outra coisa no estágio restante de sua vida.  O jogo se concentra nas várias habilidades de trabalho de Barry que não estão no filme, como corrida de carros, táxi, jogar jogo de arcade, entregar comida aos proprietários, consertar carros e fazer trabalhos honex  enquanto não estiver em uma missão.
Barry decide que quer ir para fora e se junta aos Pollen Jocks, um grupo de abelhas que vão para "fora" para coletar néctar de flors e trazê-los de volta.  Um Pollen Jock consegue treinar Barry para que ele se torne um Pollen Jock, como fazer flores desabrochar e obter néctar delas.  Ele também o ensina a matar outros insetos que não sejam abelhas, como vespas, vespas e libélulas.  
Porém, enquanto Barry descansa, começa a chover, mas ele consegue se abrigar no apartamento de um casal: Vanessa e Ken.  Depois de distrair alguns convidados da festa no apartamento, Ken tenta esmagar Barry, mas Vanessa permite que ele escape.  Barry logo descobre que os humanos "roubam" seu mel regularmente, então ele vai buscar o mel de volta.  Ao chegar à mercearia, duela com o dono, Heitor, para lhe contar o paradeiro de onde veio o mel.  Depois de perseguir um caminhão entregando mel, ele se encontra em uma fazenda de mel, onde tira fotos dela para provar ao resto das abelhas que os humanos estão "roubando" suas  mel.  No entanto, um esquadrão de vespas chega ao apiário para tirar as abelhas e matar Barry, mas ele consegue afastá-las e despistá-las, frustrando seus planos.  Então, Freddy, o apicultor chefe, consegue fumar todas as abelhas, mas Barry e as outras abelhas derrotam o apicultor, que bate com a cabeça na árvore.
Barry e Adam perseguem o carro de um advogado de defesa chamado Layton T Montgomery, e secretamente ouvem uma conversa entre ele e seu associado sobre o caso de roubo de mel humano enquanto eles estão em um restaurante  chamado La Couchon.  Ele entra furtivamente na casa de Montgomery junto com Vanessa e Barry se disfarça de mosca em um traje tipo Tron para obter acesso a um cofre que contém papéis que explicam o plano de Montgomery, mas é revelado que é um truque e ele é atacado  por um grupo de vespas, mas ele consegue derrotá-los.
Mais tarde, Barry volta ao supermercado enquanto tira fotos para obter evidências de diferentes produtos com sabor de mel.  No entanto, Hector percebe isso e faz com que Montgomery envie seus agentes para matar Barry. Quando isso falha, Hector captura Adam prendendo-o em um vidro, levando Barry a resgatá-lo.  Depois de resgatar Adam, Hector decide fazer chover os aspersores da loja para acabar com eles, mas Barry escapa usando reflexos de abelha.

## Recepção
O jogo recebeu "críticas mistas ou médias" em todas as plataformas, de acordo com o site de agregação de críticas Metacritic.

## Ligações Externas
- Site oficial do Bee Movie Game no Wayback Machine (arquivado em 2007-10-28)
- Página do jogo no Xbox no Wayback Machine (arquivado em 2008-07-10) (em português brasileiro)
- Ficha do jogo no GameStart
- Bee Movie Game no MobyGames
- Bee Movie Game (Nintendo DS) no MobyGames
- Bee Movie Game. no IMDb.